# Ferdiš Kostka

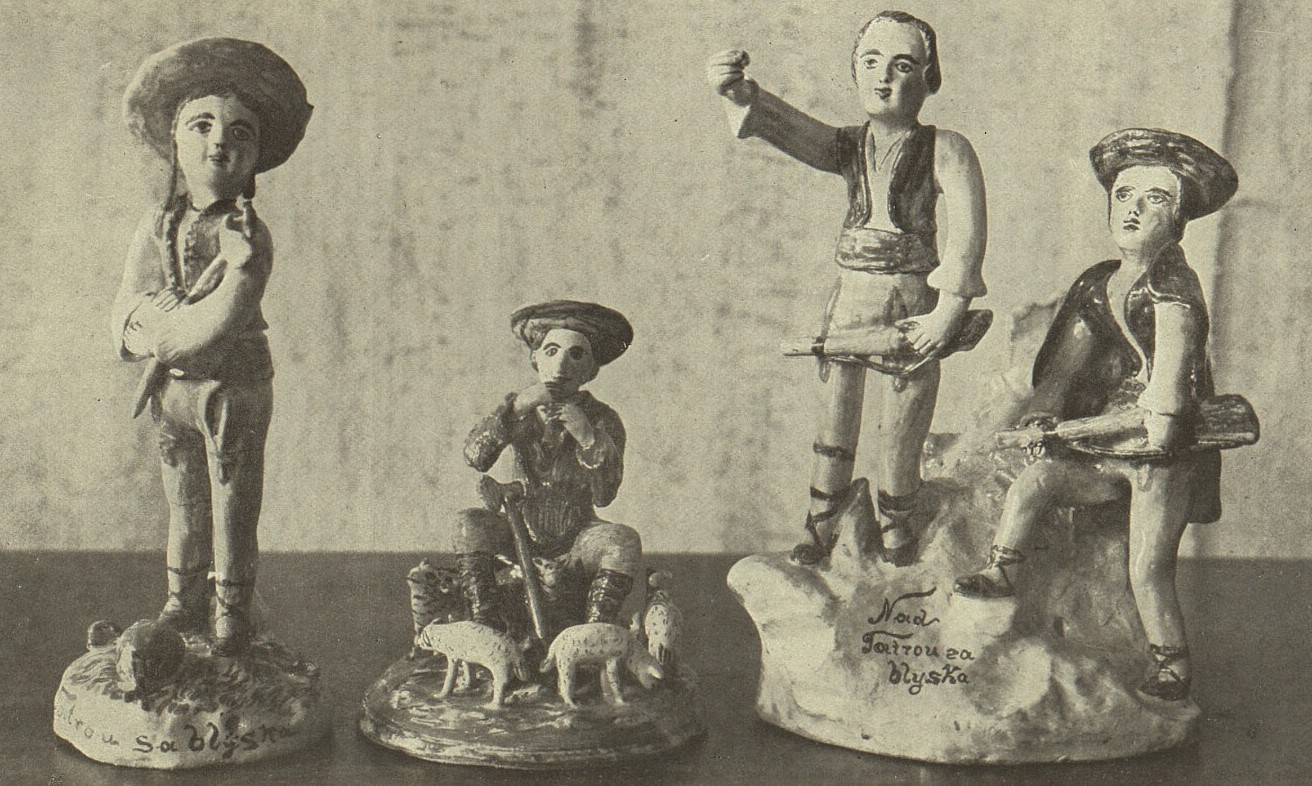
Figurky Ferdiše Kostky

Ferdiš Kostka (14. října 1878 Stupava – 28. července 1951 Bratislava) byl slovenský lidový džbánkař a figurální keramik (tzv. habánská keramika).
V roce 1946 byl jmenován národním umělcem (jako první „neprofesionál“).

## Život
V říjnu roku 1878 se v rodině džbánkaře Karola Kostky narodilo sedmé dítě, syn Ferdinand, zvaný Ferdiš. Když se narodil, jeho nejstarší bratr byl už sedmnáctiletý a byl zručným tovaryšem v otcově dílně. V roce 1886 jako pětadvacetiletý převzal po zemřelém otci dílnu a stal se učitelem a oporou Ferdiše Kostky. Tomu bylo osm let, když mu otec zemřel. Starost o celou rodinu převzal Ján Kostka ml. Přitom dílna potřebovala tovaryše. I malý Ferdiš musel už v útlém věku pomáhat v dílně, kde se pracovalo denně 12–14 hodin. Ferdiš rostl pod vedením nejstaršího bratra v otcově dílně, kde strávil jako školák všechen svůj volný čas zhotovováním hliněných hraček a vytáčením malinkatých džbánečků. Po skončení základní školy začaly pro třináctiletého chlapce skutečné učňovské roky u bratra v dílně. Po vyučení roku 1894 pracoval novopečený tovaryš společně se svým bratrem, Vyráběli velmi půvabné práce, čerpající z lidového řemesla. Už koncem 19. století začínal mladý tovaryš Ferdiš Kostka rozšiřovat repertoár dílny plastickými pracemi. Ze začátku se přidržoval rokokových prací starostupavských. Modeloval Číňany a Číňanky, kropenky ve tvaru Veroniky, zahradníky s velkými klobouky, žáby a ryby, v podstatě všechny druhy rokokových fajánsových prací Stupavy. Ve společném období spolupráce Jána ml. a Ferdiše Kostky došlo k prvním výstavám stupavských výrobků na velkých celostátních a světových výstavách. Hledal se nové cesty, jak vypadnout z planého opakování historických slohů a ve snaze po originalitě se zdůrazňuje lidový svéráz. Současně s tím roste i poptávka po lidových pracích, které šlechta cenní jako výhodné uložení peněz. Do roku 1913 pracoval Ferdiš se svým bratrem Jánem ml. společně. Dílna Kostkových stala se v té době téměř světoznámou. Roku 1913 odchází Ján Kostka ml. do Mariánky, k rodině své druhé manželky, aby v tomto poutnickém městečku založil džbánkařskou dílnu. Ferdiš Kostka od té doby vedl dílnu sám. Odchodem bratra přibylo mu práce, kterou však zvládal se svou sestrou Máriou. Tento klidný život skončil vypuknutím první světové války. Ferdiš Kostka narukoval, v otcově domě zůstala sestra a sourozenci. Po osmi měsících bojů se dostal jako válečný zajatec až za hranice Uralu. V září 1918 se dostal výměnou válečných zajatců zpět do vlasti. Radost z návratu do Stupavy byla ztrpčena těžkostmi s obnovením džbánkařské tvorby v konkurenci keramického a porcelánového průmyslu. K tomu přistoupila skutečnost, že roky nevypalovaná pec promokla, vítr shodil komín a nebyl dostatek finančních prostředků na opravy. V kritických časech mu podal pomocnou ruku architekt Dušan Jurkovič, který se postaral o to, aby Kostka dostal státní podporu na obnovení stupavské dílny.
Tak jako jeho bratr Ján upřednostňoval výjevy ze současného stupavského života, soustředil se i Ferdiš na lid a život rodné vesnice. Se sestrou Máriou navrhovali série o několika figurách znázorňující práci a zábavu lidu. Za své keramické plastiky získal v roce 1927 uznávací diplom na světové výstavě v Paříži. Kostkovi stále pomáhala v práci sestra Mária, která i po těžké otravě, způsobené prací s olovem, měla dobré myšlenky pro obohacení námětů stupavských prací. Po prvních velkých úspěších se do Stupavské dílny dostal malý synovec z Mariánky, nejmladší syn Jána Kostky ml., který zemřel roku 1919. Jožo Kostka, jehož velké nadání se ukázalo už ve učňovských letech, nezůstal u řemesla. Odešel na studia, a po letech se stal jedním z nejvýznamnějších slovenských sochařů.
Ferdiš Kostka se roku 1930 oženil s Františkou Jochovou, svou příbuznou. Rodinné štěstí bylo dovršeno narozením dvou dětí Arnošta a Marty v letech 1931 a 1932. V malé skromné obývací kuchyni, která odnepaměti sloužila zároveň jako dílna, pozorovaly děti odmalička otcovu práci.

## Dílo
Dílo Ferdiše Kostky je malou stupavskou kronikou první poloviny minulého století. Jeho figurky jsou skutečné, konkrétní postavy, se kterými se střetával v životě. Roku 1940 skupina výtvarníků a spisovatelů uspořádala v Bratislavském uměleckém muzeu první soubornou výstavu Kostkových děl. Poprvé tu byly pohromadě všechny nejlepší Kostkovy práce. Kritika označila tyto práce básněmi v hlíně.
V posledním roce druhé světové války nedaleký dopad bomby svalil Kostkovu pec právě před vypalováním, takže celá jeho půlroční práce vyšla nazmar. Když se dal do opravování zničené pece se synem Arnoštem, bylo mu už 68 let. Pec ani po opravě nevypalovala dobře. Několik nákladů se pokazilo a nedopálený tovar nemohl prodat. Osvobození Československa přineslo však nové možnosti i pro Kostkovu uměleckou tvorbu. Ústředí lidové a umělecké výroby pomohlo Kostkovi při zaopatření elektrické pece. Kostka si těžko zvykal na nový způsob vypalování v elektrické peci. ale úspěchy při novém způsobu vypalování ho úplně přesvědčily o technicky dokonalejším a rychlejším pracovním postupu. Technicky ulehčená práce mu pomohla umělecky se rozvíjet i ve vysokém věku. Požadavkům elektrického vypalování přizpůsobil tvary a barvy nových děl Zkoumal a vylepšoval. Nové výrobky byly bezchybné, jejich barvy svěží a glazura krásného tvrdého lesku. V posledních letech byl nemocný, ale zůstal u práce. Uprostřed tvořivé práce se zhoršil jeho zdravotní stav, až třiasedmdesátiletý národní umělec Ferdiš Kostka 28. července 1951 v bratislavské nemocnici zemřel.
Umělecké dílo Ferdiše Kostky je velmi rozsáhlé. Od ryze užitkových předmětů až po skvělé výtvory volné keramické plastiky. V prvním období, stráveném v bratrově dílně, byl Ferdiš Kostka především zručným řemeslníkem, který kladl největší důraz na technicky bezchybné provedení svých děl. Umělecky je ještě nesamostatný a je pod silným vlivem svého staršího bratra Jána Kostky, který byl skvělým kreslířem a nebál se obohatit tematický okruh tradičních talířků a džbánů novými výjevy ze současného života. V prvním období nesla se tvorba Ferdiše Kostky v duchu tradičních vzorů a bratrova lidového řemesla. Vzhledem k celkovému užitkovému charakteru bratrovi uměleckoprůmyslové tvorby byl nucený zaobírat se nejdřív ornamentálním dekorem podle vzoru starostupavských prací. Protože byl vysloveně sochařský talent, byla mu tato kreslířsko-malířská práce jen povinností, kterou dělal ukázněně, ale bez uměleckého zájmu. První plastické práce, které vyráběl v době před první světovou válkou, jsou vytvořené přesně podle tradičních vzorů putzovy dílny a v duchu prací jeho starého otce Jána Kostky staršího. Pokud tvořil v tomto období nové plastické figurky, jsou ještě rozpačité a nesamostatné. Do první světové války byla Kostkova tvorba spíše užitkového charakteru. Plastických prací je málo, a to co je, připomíná práce Jána Kostky staršího. Obzvlášť zřejmé je jeho navazování na starou tradici v kropenkách ve tvaru Veroniky, nebo ve figurce Mladé zahradnice, zpracované ještě v duchu rokokových panských prací. Dílna bratrů Kostkových dodávala pro vídeňský trh rozličné užitkové a ozdobné výrobky, ve kterých se uplatňovaly tradiční formy starostupavské. Byly to obzvlášť cukřenky, kávové soupravy, bonboniéry, šálky s talířky, ozdobné džbánečky a především talíře a mísy s milostným nebo loveckými scénami. Kromě těchto „panských“ prací, určených hlavně pro Rakousko, zpracovává Ferdiš společně s bratrem na objednávku svatební džbány, čepáky, misky a talíře ve kterých splývají staré habánsko-slovenské prvky s tradicí stupavské dílny. Nový je na těchto pracích živý, konkrétní události znázorňující figurální dekor, který výstižně a se zdravým humorem podával epizody z rolnického života.
Skutečný umělecký růst Ferdiše Kostky začal až po jeho návratu z ruského zajetí. Nejlepší uměleckou školu mu dal sám život, roky na frontě a v zajetí. Ferdiš Kostka žil pro své džbánkařské řemeslo, které ho inspirovalo i výtvarně. Několikrát modeloval sérii Džbánkařské práce, skládající se z 10–12 jednotlivých velmi živých skupin. První tuto sérii zhotovil roku 1928 pro sbírky Slovenského muzea v Bratislavě. Dávné vzpomínky na porcelánové sošky míšeňské, které kdysi viděl jeho děda a vlastní zážitky v dílně bratra splývají dohromady. Postava džbánkaře je postavou mladého tovaryše Ferdiše Kostky. Na jednotlivých skupinách nás nejvíc udivuje živé podání pohybů, kladl velký důraz na charakteristiku a výraz figur. Z připravené hlíny nejprve zhotovil trup, ze kterého vytáhl hlavu. Ruce a nohy, samostatně zhotovené, přilepil k trupu a celou takto sestavenou sošku jemně promodeloval. Hotovou figurku potom umístil do prostředí. Tyto měkké keramické tvary jsou typické pro plastickou tvorbu Ferdiše Kostky vůbec a dosvědčují, že při zhotovování figur se Kostka držel džbánkařské techniky hnětení materiálu rukama, a nikdy nepracoval špachtlovou metodou ubírání materiálu. Barevnou glazuru omezoval obvykle na čtyři vysokožárné barvy.

## Lidové džbánkařství
Na západním Slovensku bylo džbánkařské řemeslo velmi rozšířené. Vývoj džbánkařství v tomto kraji souvisí s přistěhováním se Habánů na Slovensko. Výborná ložiska prvotřídní hlíny a výskyt potřebných surovin na výrobu keramických barev zaručily na západním Slovensku rozkvět džbánkařského řemesla, které bylo v porovnání z hrnčířinou na vyšším technickém stupni a umožnilo vyrábět zboží na způsob velmi módní italské renesanční majoliky, kterou od roku 1736 vyráběla továrna v Holíči.

## Stupavská dílna
Podstatným přínosem keramické tvorby západního Slovenska bylo obohacení habánsko-slovenské tradice o novou lidovou formu, která vznikla přetvořením rokokových prací Holičských. Tento proces se odehrál na začátku 19. století a jeho úspěšné dokončení je především dílem stupavské dílny založené Jozefem Putzem někdy koncem šedesátých let 18. století. Jozef Putz pocházel z Malacek, kde žilo několik rodin habánského původu. Jozef Putz nebyl prvním džbánkařem ve Stupavě. Po jeho smrti roku 1805 džbánkařská dílna přešla na jeho syna Jána Putza. Za něj a jeho zetě Jána Kostky staršího se dílna přeorientovala na výrobu lidové keramiky. Okolo roku 1830, kdy bylo postavení poddaného lidu na Slovensku nesnesitelné, byla ve Stupavě nejvyšší produkce džbánků na svěcenou vodu s obrázky zázračných madon a reliéfů umučení Krista. Za Jána Kostky, dědice Putzovy dílny, se zvýšila výroba džbánů a čepáků pro lid s obrázky oráčů a veselících se lidí na zábavě. Z Jánových prací čerpal syn Karol Kostka, nový majitel dílny, který pracoval za těžkých hospodářských podmínek. Velkovýroba českého porcelánu a nový vynález smaltovaného plechového zboží zaplavily trhy natolik, že malý řemeslník se sotva stačil uživit. Pozorujíc rostoucí zájem zbohatlíků o starožitnosti, stejně jako všeobecná móda zakládání soukromých keramických sbírek, zamýšlel Karol Kostka reorganizovat dílnu, která s užitkovou keramikou nemohla konkurovat. Soustředěním výroby na uměleckořemeslnou tvorbu chtěl zachránit stupavskou dílnu pro budoucnost. V archaizující tvorbě Karola Kostky pozorujeme originální případ opakování starých vzorů. Věrným pomocníkem při budování tradice mu byl nejstarší syn Ján Kostka ml..